# 情報理工学部
情報理工学部（じょうほうりこうがくぶ）は大学の学部のひとつ。
情報学の中でも特に理学と工学にわたる分野の学問を教育研究する学部である。
日本では2004年に立命館大学に初めて設立された。

## 情報理工学部を設置している大学

### 国公立大学
なし

### 私立大学
- 京都産業大学（2018年4月開設，コース制）
  - 情報理工学科
    - ネットワークシステムコース
    - 情報セキュリティコース
    - データサイエンスコース
    - ロボットインタラクションコース
    - コンピュータ基盤設計コース
    - 組込みシステムコース
    - デジタルファブリケーションコース
    - 脳科学コース
    - メディア処理技術コース
    - 情報システムコース
- 中京大学（2006年4月開設　2013年学生募集停止 改組を行い工学部を開設）
  - 情報システム工学科
  - 情報知能学科
  - 情報メディア工学科
  - 機械情報工学科
- 東海大学（2006年4月開設）
  - 情報科学科
  - コンピュータ応用工学科
- 南山大学（2009年4月開設。2014年4月理工学部に名称変更）
  - ソフトウェア工学科
  - システム創成工学科
  - 情報システム数理学科

- 立命館大学（2004年4月開設）

2016年度入学者までは以下の4学科制であった。
- 情報システム学科
- 情報コミュニケーション学科
- メディア情報学科
- 知能情報学科

2017年度以降の入学者は全員が情報理工学科の所属となり、以下の7コース制となっている。
- システムアーキテクトコース
- セキュリティ・ネットワークコース
- 先端社会デザインコース
- 実世界情報コース
- 画像・音メディアコース
- 知能情報コース
- 情報システムグローバルコース

## 情報理工学部類似の組織を設置している大学

### 国立大学
- 電気通信大学 情報理工学域（2010年4月開設の情報理工学部を改組）
  - 総合情報学科
  - 情報・通信工学科
  - 知能機械工学科
  - 先進理工学科
- 東京科学大学情報理工学院（2016年4月開設の理学部・工学部・情報理工学研究科を改組）
  - 数理・計算科学系
  - 情報工学系

## リンク
- 電気通信大学情報理工学部
- 中京大学情報理工学部
- 東海大学情報理工学部
- 南山大学情報理工学部
- 立命館大学情報理工学部